# Searchlight
Searchlight is een plaats (census-designated place) in de Amerikaanse staat Nevada. De plaats valt bestuurlijk gezien onder Clark County en ligt zo'n honderd kilometer ten zuiden van county seat Las Vegas.

## Geschiedenis
Searchlight werd eind 19e eeuw gesticht als nederzetting van goudzoekers en profiteerde sterk van de goudkoorts. Na 1917 nam het belang van het plaatsje af, maar tijdens de bouw van de Hoover Dam leefde Searchlight op.

## Demografie
Bij de volkstelling in 2000 werd het aantal inwoners vastgesteld op 576.

## Geografie
Searchlight ligt in de zuidoostpunt van Nevada, ten noorden van Cal-Nev-Ari. Volgens het United States Census Bureau beslaat de plaats een oppervlakte van 33,9 km², geheel bestaande uit land. Searchlight ligt op ongeveer 1081 meter boven zeeniveau.

## Plaatsen in de nabije omgeving
De onderstaande figuur toont nabijgelegen plaatsen in een straal van 56 km rond Searchlight.

## Geboren
- Harry Reid (1939-2021), senator